# Mišor ha-Ruchot
Mišor ha-Ruchot (hebrejsky מישור הרוחות‎, doslova Planina větrů) je planina nacházející se severně od Machteš Ramon. Je 4 km dlouhá a 3 km široká a je orientována od severovýchodu k jihozápadu. Planina větrů se tak nazývá, protože se nachází v rovinaté oblasti s větry. Tento název je také překladem arabského názvu planiny, Sahel al-Hawa.
Nacházejí se zde pozůstatky citadely z doby judských králů.

## Historie
Citadela, která byla objevena na planině, byla jednou z mnoha citadel, které byly postaveny na jižní hranici Judského království.
Tvar citadely je čtvercový (20 x 20 metrů) a její zdi se dochovaly do výšky jednoho metru. Asi 100 metrů jižně a jihovýchodně od zbytků citadely se nacházejí tři velké kruhové jámy, které byly zřejmě zdrojem vody pro obyvatele citadely.